# Arrenurus platyrotundocuspidator
Arrenurus platyrotundocuspidator är en kvalsterart som beskrevs av Munchberg 1951. Arrenurus platyrotundocuspidator ingår i släktet Arrenurus och familjen Arrenuridae. Inga underarter finns listade i Catalogue of Life.